# Posledniy geroy
Posledniy geroy (em russo: Последний герой, lit. "O Último Herói"), lançado inicialmente na França como Le Dernier Des Héros, é um álbum da banda de rock soviética Kino, que é uma coleção de músicas regravadas pela banda. O álbum é notável por conter uma das músicas mais famosas da banda, "Khochu peremen!" (em russo: Хочу перемен!, lit. Eu quero mudança!), que se tornou um hino da Perestroika. O álbum foi lançado pela primeira vez na França devido à nova popularidade da banda no exterior. 

## História
Posledniy geroy foi gravado no estúdio de Valery Leontief em Moscou em janeiro de 1989 e mixado no Studio du Val d'Orge, no subúrbio parisiense de Épinay-sur-Orge. No mesmo estúdio, em novembro de 1990, o Black Album foi compilado. O lançamento do álbum foi financiado por Joel Bastener, adido cultural da Embaixada da França na URSS. As músicas foram escolhidas pelo próprio Viktor Tsoi: ele decidiu fazer um álbum "Best of" e insistiu que o álbum fosse feito na França. Depois de gravar o material no estúdio de Valery Leontief, Tsoi o deu a Bastener para lançamento. O álbum incluía músicas do Gruppa krovi, além de novas versões de "Electrichka", "Trolleybus" e "Posledniy Geroy", bem como a famosa composição "Kochu Peremen!" O álbum foi lançado na França em abril de 1989 pela Off The Track Records sob o nome Le Dernier Des Héros, junto com o single "Maman". Foi nomeado Последний герой após seu lançamento na URSS. 
O design da capa é baseado na colagem original de Viktor Tsoi e Georgy Guryanov. Durante o trabalho do álbum, ocorreu a gravação da música "Blood Type", que foi solicitada por um fã americano como tradução para "Группа крови", mas não foi incluída no álbum. A música foi lançada na coleção de 2002 The Last Recordings junto com a música "Question/Bicycle" e gravações de estúdio inéditas das músicas "Knock", "Sadness" e outras, bem como um trocadilho feito por Viktor Tsoi com base no nome da banda. No álbum de remixes de 2000 Viktor Tsoi: Sadness, os vocais foram retirados de "The Last Hero". 

## Lista de faixas
Títulos das faixas em francês da primeira edição de 1989 e títulos em russo de lançamentos russos subsequentes.
| Lado A |                                   |                               |         |  |
| N.º    | Título                            | Título em Russo               | Duração |  |
| 1.     | "Changement"                      | Хочу Перемен / Khochu peremen | 5:00    |  |
| 2.     | "Train de Banlieue"               | Электричка / Elektrichka      | 4:51    |  |
| 3.     | "Guerre"                          | Война / Voyna                 | 4:06    |  |
| 4.     | "Trolleybus"                      | Троллейбус / Trolleybus       | 2:56    |  |
| 5.     | "D'où Vient Donc Cette Tristesse" | Печаль / Pechal'              | 5:14    |  |

| Lado B         |                        |                                                         |         |  |
| N.º            | Título                 | Título em Russo                                         | Duração |  |
| 6.             | "Le Dernier Des Héros" | Последний Герой / Posledniy Geroy                       | 3:06    |  |
| 7.             | "Groupe Sanguin"       | Группа Крови / Gruppa Krovi                             | 4:04    |  |
| 8.             | "Maman"                | Мама мы все тяжело больны / Mama my vse tyazhelo bol'ny | 3:53    |  |
| 9.             | "Dans Nos Yeux"        | В Наших Глазах / V Nashikh Glazakh                      | 3:49    |  |
| 10.            | "Bonne Nuit"           | Спокойная ночь / Spokoynaya noch'                       | 6:29    |  |
| Duração total: | Duração total:         | Duração total:                                          | 43:01   |  |

## Ficha técnica
- Viktor Tsoi - vocais, guitarra rítmica, mixagem preliminar
- Yuri Kasparyan - guitarra solo, backing vocals (faixa 9)
- Igor Tikhomirov - baixo, teclados, bateria eletrônica
- Georgy Guryanov - bateria eletrônica, backing vocals (faixa 7)
- Mikhail Kuvshinov - engenheiro de som
- Jean Taxis, Patric Clerc, Georges Moya - mixagem (Paris, França)